# Opération Cabralzinho
L'opération Cabralzinho était un éphémère projet du président brésilien Jânio Quadros visant à annexer le territoire français de la Guyane en 1961. Il s'inscrit dans le contexte de la guerre de la langouste.
Le nom de l'opération fait référence au général Francisco Xavier da Veiga Cabral (pt), responsable de l'expulsion des troupes françaises qui pénétrèrent dans le territoire brésilien en 1895, lors de l' incursion française en Amapá (pt), depuis le territoire de la Guyane.

## Préparation puis annulation
Le 3 août 1961, le président brésilien Jânio Quadros rencontra le gouverneur de l'Amapá de l'époque, Moura Cavalcanti (pt). La réunion était secrète et avait pour objectif de discuter de l'exploration clandestine du manganèse sur le territoire brésilien. La conclusion à laquelle on est parvenu lors de cette réunion était que ce manganèse serait soi-disant envoyé en Guyane française, d'où il serait exporté vers l'Europe, ce qui représenterait une perte pour les caisses publiques du Brésil. Dans ce contexte, Jânio proposa au gouverneur d'Amapá (pt)l'invasion, l'occupation et l'annexion de la Guyane française et, si tout se passait comme prévu, plus tard de l'Uruguay,.
Le plan consistait en une invasion éclair du territoire de la Guyane, qui aurait dû impliquer une action conjointe des trois branches des forces armées brésiliennes.
La force brésilienne aurait été composée de cinq brigades de l'armée (environ 2 500 hommes), qui devaient ouvrir des routes clandestines depuis le territoire brésilien vers l'intérieur du territoire ennemi. Une fois ouvertes, ces routes permettraient d'accéder à la principale cible d'attaque, la capitale de la Guyane française, Cayenne. L'offensive terrestre brésilienne aurait été soutenue par une force navale de frégates et de corvettes et par l'armée de l'air.
Quelque temps après cette réunion, l'ordre de préparer les troupes fut envoyé à l'état-major des forces armées et, en peu de temps, les troupes brésiliennes se préparaient déjà à ouvrir les routes vers le territoire ennemi.
Cependant, le 25 août 1961, le président Jânio Quadros démissionna de son poste et, par conséquent, le plan d'invasion fut annulé.
Certains experts estiment que le Brésil aurait eu une chance de gagner la guerre, puisque la France avait la plupart de ses forces en Algérie, dans le contexte de la guerre d'Algérie. D'autres pensent que le Brésil aurait probablement perdu, puisque le plan d'invasion a été élaboré dans la précipitation, sans beaucoup de temps pour les études et la préparation, ce qui ressemble à ce qui s'est passé lors de la guerre des Malouines en 1982.